# Banco del Mutuo Soccorso
Pour les articles homonymes, voir Banco et BMS.
Banco del Mutuo Soccorso est un groupe de rock progressif italien, originaire de Rome. Aux côtés de formations comme Le Orme et Premiata Forneria Marconi, il est considéré comme étant un groupe majeur du rock progressif italien.

## Biographie

### Débuts
L'histoire de Banco débute durant les derniers mois de 1968, lorsque le claviériste Vittorio Nocenzi, 17 ans, réussit à passer une audition pour le label RCA Italiana, sur la suggestion de Gabriella Ferri pour laquelle il avait déjà composé des musiques. Les maisons de disques, dans ces années-là, ne voulaient promouvoir aucun instrumentiste solo, et la légende raconte que Nocenzi était celui qui a initié la création du groupe. De ce fait, il tente rapidement de former un groupe pour se présenter à l'audition. Dans ce but, il recrute de la famille et des amis qui savent « utiliser » un instrument et adopte le nom de Banco del Mutuo Soccorso, qui s'inspire probablement d'un institut de crédit ou une compagnie d'assurance de la région.
La première formation se compose, en plus de Vittorio Nocenzi et son frère Gianni au piano, de Gianfranco Coletta (membre de Chetro & Co. et, plus tard, d'Alunni del Sole) à la guitare, Fabrizio Falco à la basse et Mario Achilli à la batterie, membres de Crash, un groupe de rock psychédélique formé par les frères Falco, avec qui Vittorio collaborait depuis plusieurs mois. L'audition passée, Banco del Mutuo Soccorso produit trois morceaux qui seront inclus dans une compilation intitulée Sound '70, et publiée seulement sur cassette. Les morceaux de cette compilation (Vedo il telefono, La mia libertà et Padre Francesco) seront enregistrés quelques semaines après l'audition par une formation déjà modifiée, avec Claudio Falco à la guitare et Franco Pontecorvi à la batterie.

### Année 1970
En 1971, Banco del Mutuo Soccorso participe, avec peu de chance, au deuxième Festival Pop di Caracalla de Rome. Parmi les groupes qui participent au festival : Le Esperienze et Fiori di Campo. À la fin de l'événement, Banco del Mutuo Soccorso prend sa forme définitive, en incorporant Francesco Di Giacomo, Renato D'Angelo et Pierluigi Calderoni, respectivement à la voix, basse et batterie du groupe Le Esperienze, ainsi que Marcello Todaro, guitariste des Fiori di Campo. Il s'agit d'un véritable tournant qualitatif : le groupe passe de chansons rythmées à ses débuts, aux compositions progressives, fortement influencées par la formation musicale classique des frères Nocenzi et embellies par les textes de Francesco Di Giacomo.
Le groupe participe à la deuxième édition du Festival di Musica d'Avanguardia e di Nuove Tendenze, organisée à Rome à la Villa Pamphili du 1er au 4 juin 1972. Le groupe publie son premier album, l'homonyme Banco del Mutuo Soccorso en 1972, avec des chansons comme RIP (Requiescant in pace). Dans la même année, un deuxième album, Darwin!, est publié. Il s'agit d'un album-concept, le premier enregistré par le groupe : les morceaux ont principalement pour thèmes la théorie de l'évolution de Charles Darwin. Le premier changement dans la formation du groupe s'effectue en 1973, avec le départ de Todaro et son remplacement à la guitare par Rodolfo Maltese, du groupe Homo Sapiens. En 1974, à la suggestion de Greg Lake, Banco abandonne Ricordi pour se rendre au label Manticore, dirigé par le groupe britannique Emerson, Lake and Palmer. 
En 1975 sort l'album Banco (aussi connu sous le nom de Banco IV), qui reprend en anglais, pour l'international, les meilleurs morceaux des trois premiers albums. L'album est un grand succès critique en Italie et à l'international. En 1976, ils publient l'album Come in un'ultima cena, puis tournent en compagnie de Gentle Giant. La même année, le groupe enregistre également Garofano Rosso, bande-son du film du même nom (d'après un roman d'Elio Vittorini, réalisé par Luigi Faccini). Il s'agit du premier album instrumental de Banco, qui ouvre une nouvelle ère dans l'évolution du style du groupe. Toujours côté instrumental, et avec des sonorités encore plus complexes, l'album ...di terra est publié.

### Années 1980
Pour débuter les années 1980, Banco publie l'album live Capolinea, dans lequel le groupe retrace les meilleurs moments de son histoire. Conceptuellement révélateur de sa « première époque », cet album prépare Banco à un changement de cap, en particulier, l'abandon de certains schémas typiques du rock progressif des années 1970, notamment par rapport à la complexité structurelle (et la longueur) des morceaux, au profit de passages relativement plus simples et plus directs. Cette tendance est parfaitement représentée par les deux premiers albums de la décennie, Urgentissimo (1980) et Buone notizie (1981). À cette période, la formation accueille Karl Potter aux percussions, un musicien qui avait déjà collaboré avec Pino Daniele et qui a contribué à donner plus d'incision à la section rythmique de Banco.
En 1983 sort l'album Banco qui comprend le morceau notable Moby Dick. L'album est un autre tournant, car il est le dernier à faire participer Gianni Nocenzi, qui quittera le groupe immédiatement après leur tournée estivale pour se lancer dans une carrière solo et collaborer avec la société japonaise Akai. 
En 1985, Giovanni Colaiacomo quitte le groupe et est remplacé par le multi-instrumentiste Gabriel Amato, ancien membre du groupe Aretha Franklin. L'album ...e via est publié, puis le groupe participe au Festival de Sanremo avec le morceau Grande Joe. Ensuite, Banco décide de rompre son contrat avec CBS Records et de se consacrer exclusivement à des concerts, interrompus seulement par la sortie de Non mettere le dita nel naso, le premier album solo de Francesco Di Giacomo, produit par Vittorio Nocenzi, qui font participer quelques membres du groupe. En 1989 sort Donna Plautilla, dernier album de la décennie.

### Années 1990
Au début des années 1990, comme pour nombreux groupes de rock progressif, Banco revient à ses débuts, en se faisant de nouveau appeler Banco del Mutuo Soccorso.
Pour le vingtième anniversaire du groupe, Nocenzi réécrit complètement les deux premiers albums, Banco del Mutuo Soccorso et Darwin! les rééditant dans une boîte (en forme de Moneybox), accompagnés de nouveaux morceaux et arrangements.
À mi-chemin entre le renouveau stylistique et les nouveaux sons, l'album, Il 13, est publié en 1994. Trois membres historiques du groupe, Vittorio Nocenzi, Francesco Di Giacomo et Rodolfo Maltese, ainsi que le jeune guitariste romain Filippo Marcheggiani se lancent aussi dans un projet baptisé Acustico, dans lequel plusieurs morceaux classiques sont réinterprétés dans une tonalité débridée. Au cours de cette période, Banco entreprend plusieurs tournées mondiales, jouant au Japon, au Mexique, aux États-Unis, au Brésil et au Panama. L'un de leurs concerts (Japon, les 25 et 26 mai 1997) est enregistré et publié comme album live sous le titre de Nudo. 

### Années 2000 et 2010
Le groupe publie No palco en 2003, un album live pour célébrer le trentième anniversaire du groupe, voyant parmi ses invités des artistes tels que Morgan, Mauro Pagani, Federico Zampaglione (Tiromancino), Gianni Nocenzi, Eugenio Finardi, Filippo Gatti, Angelo Branduardi, pour une série de concerts.
Le 21 février 2014, pendant le Festival de Sanremo, la mort du chanteur Francesco Di Giacomo, provoquée par un accident de la route à Zagarolo, est annoncée. Après un moment de silence, le groupe annonce la sortie d'un album conçu et réalisé par Vittorio Nocenzi, intitulé Un'idea che non puoi fermare, sorti le 16 septembre 2014 chez Sony Music en format double CD et triple vinyle : 18 titres live et 50 minutes d'inédit. 
En 2015, le groupe recrute le chanteur John de Leo et le guitariste Maurizio Solieri. Pendant la nuit du 28 au 29 juillet de la même année, le leader et membre fondateur, Vittorio Nocenzi, est frappé par une hémorragie cérébrale et emmené à l'hôpital de Vallo della Lucania. Le 3 octobre 2015, après une longue maladie, le guitariste historique du groupe, Rodolfo Maltese, quitte le groupe. Le 20 septembre 2016, les journaux Ottopagine et La città di Salerno annoncent l'arrivée de Tony D'alessio dans le groupe, chanteur d'Ape Escape et Guernica, pour remplacer Di Giacomo, mais sans confirmation officielle du groupe. Le 2 octobre 2017, une legacy edition de Io sono nato libero, accompagnée d'un livre de 40 pages notamment, est publiée.

## Discographie

### Albums studio
- 1972 : Banco del Mutuo Soccorso
- 1972 : Darwin (réédité en 2012 par Sony Music)
- 1973 : Io sono nato libero
- 1975 : Banco (ou Banco IV)
- 1976 : Garofano Rosso
- 1976 : Come in un'iltima cena
- 1976 : As in a Last Supper
- 1978 : ...Di terra
- 1979 : Canto di primavera
- 1980 : Urgentissimo
- 1981 : Buone notizie
- 1983 : Banco
- 1985 : ...E via'
- 1994 : Il 13
- 2012 : 40 Anni
- 2014 : Un'idea che non puoi fermare
- 2017 : Io sono nato libero 1973-2017 Legacy Edition (Sony Music Entertainment)[9]

### Albums live
- 1979 : Capolinea
- 1997 : Nudo
- 2003 : No palco
- 2005 : ...Seguendo le tracce (live enregistré en 1975)

### Compilations
- 1989 : Donna plautilla (compilation d'inédits)
- 1991 : Da Qui messere si domina la Valle (réédition des deux premiers albums)
- 1993 : La Storia
- 1993 : I grandi successi
- 1996 : Le origini
- 1996 : Antologia